# Reggimento "Savoia Cavalleria" (3º)
Il Reggimento "Savoia Cavalleria" (3º) è una delle più antiche e gloriose unità dell'Arma di Cavalleria dell'Esercito Italiano. Unico reparto di Cavalleria paracadutisti della Forza Armata. 

## Storia

### La nascita del reggimento

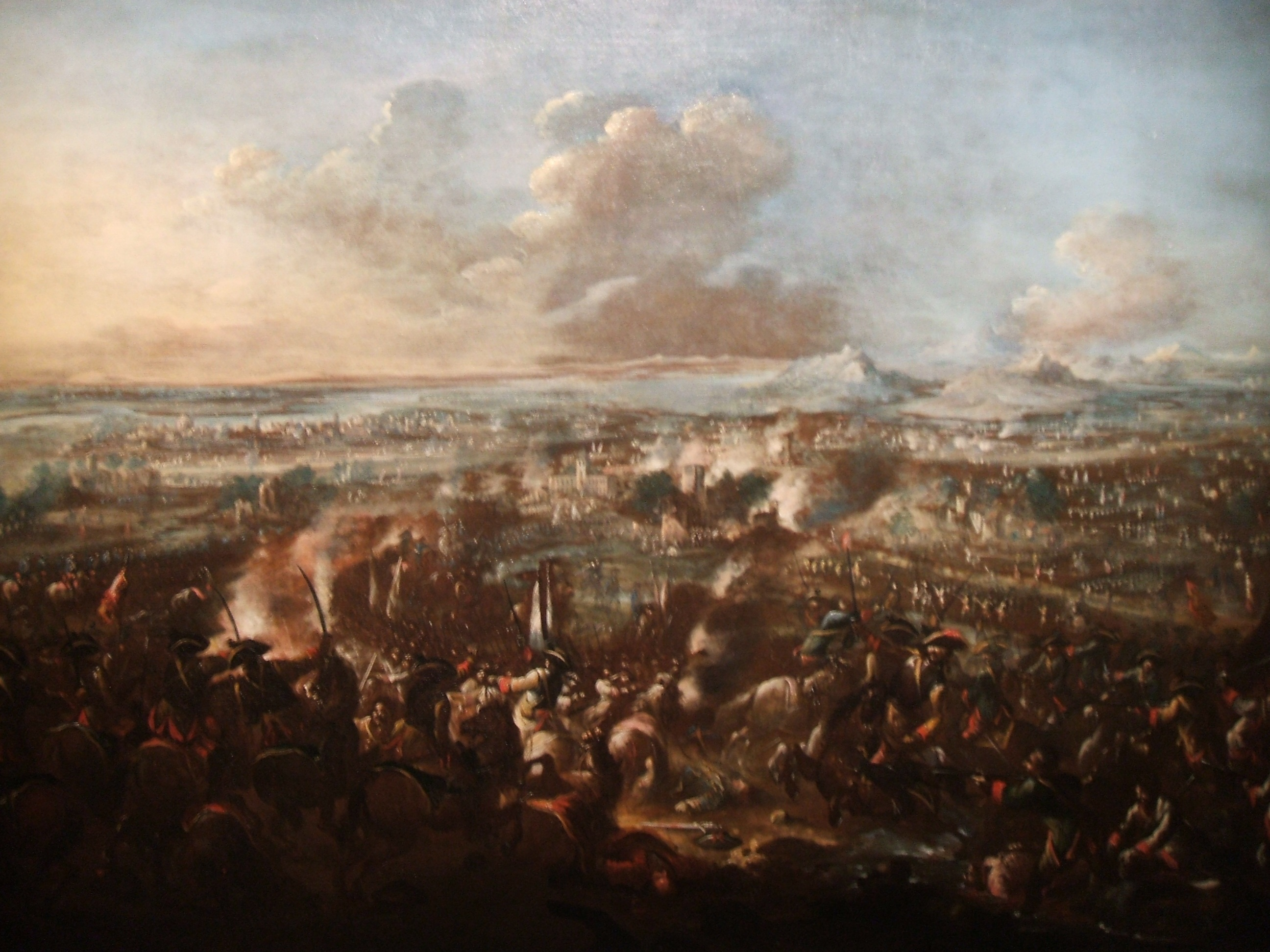
Dipinto dell'Assedio di Torino

Con decreto 23 luglio 1692, nel ducato di Savoia, dall'organico della disciolta Brigata di Gens d'Armes del Piemonte vennero costituiti due diversi reggimenti, uno dei quali venne in un primo momento denominato Mombrison e poi None, dal nome dei comandanti.
Nel medesimo anno assunse la denominazione di "Savoia Cavalleria", dalla regione dove venivano reclutati i cavalieri, su nove compagnie.
Nel biennio 1692 – 1693 combatté contro i francesi in Piemonte e nel Delfinato.
Venne sciolto nel 1699, ma rapidamente ricostituito nel 1701.
Il reggimento venne impegnato duramente in varie campagne militari durante la guerra di successione spagnola (1701–1713): inizialmente il casato sabaudo si schierò al fianco delle forze franco-spagnole, ma emersero subito forti dissapori sulla condotta delle operazioni e sugli obiettivi da conseguire. A tale periodo, più precisamente alla fine del 1701, risale un episodio che si è poi tradotto nell'elemento araldico dell'albero dai rami recisi presente nello stemma reggimentale. Infatti, i francesi, infastiditi dalle posizioni di contrasto assunte dal "piccolo" alleato sabaudo, circondarono il reggimento Savoia, schierato presso San Benedetto Po (Mantova), costringendolo alla resa delle armi: la truppa venne dispersa, mentre gli Ufficiali - coloro i quali non accettarono di passare sotto la bandiera francese - vennero incarcerati.
Nonostante ciò, furono molti quelli che riuscirono a fuggire dalla prigionia e, rientrati nel torinese, permisero di ricostituire il reggimento, mentre il casato sabaudo si apprestava a cambiare schieramento alleandosi con l'esercito imperiale. Da quest'episodio, Savoia ereditò - come ricordato - il simbolo dell'albero dai rami recisi e rinnestati nonché il primo motto reggimentale "secta et ligata refloret". In questo periodo sorgono anche alcune tradizioni reggimentali che permangono ancora ai nostri giorni.
Durante l'assedio di Torino da parte degli ispano-francesi, durato ben cinque mesi (maggio - settembre 1706) la cavalleria sabauda, guidata personalmente dal duca di Savoia Vittorio Amedeo II, condusse un'abile azione diversiva per distogliere le truppe assedianti dalla capitale, favorendo l'ingresso dei rifornimenti, galvanizzando le popolazioni piemontesi che, nel passaggio delle proprie truppe, ritrovavano motivo di risollevazione morale e materiale.
Era una tattica temporeggiatrice, in attesa dei rinforzi alleati condotti dal cugino del duca, Eugenio di Savoia, comandante del corpo di spedizione asburgico. Al suo arrivo iniziava l'attacco alle posizioni di assedio franco-spagnole.

Vittorio Amedeo II di Savoia

La mattina del 7 settembre 1706, dopo che il tiro delle artiglierie e lo scontro delle fanterie avevano fiaccato la resistenza nei trinceramenti avversari, l'azione decisiva avveniva con lo sfondamento frontale e l'aggiramento parziale delle forze nemiche da parte della cavalleria sabauda.
Durante questa azione vittoriosa i dragoni di sua altezza reale caricavano al richiamo del duca "À moi mes dragons!" sul più minaccioso reggimento di cavalleria francese presso Madonna di Campagna e lo costringevano a una fuga precipitosa, catturando anche i timpani (tamburi da sella) del reggimento avversario, che costituirono simboli di altissimo valore per oltre un secolo.
Grazie a questo successo, Vittorio Amedeo II poteva piombare direttamente alle spalle dei francesi che ancora resistevano validamente nei pressi di Lucento, determinandone la fuga precipitosa verso il fiume Dora.
Sempre nella stessa battaglia avvenne un altro fatto singolare.
Secondo la tradizione, un portaordini del Savoia Cavalleria, incaricato di recare informazioni sull'esito vittorioso dello scontro, pur gravemente ferito alla gola da un drappello avversario, riuscì a raggiungere Vittorio Amedeo dandogli la notizia prima di spirare.
L'esclamazione del duca "Savoye, bonnes nouvelles" divenne da allora il nuovo motto del reggimento, così come si vuole che il filetto rosso che borda il bavero nero dello stesso reggimento, o per talune epoche, come l'attuale, la cravatta rossa, non sia altro che il simbolo del sangue che ha arrossato il colletto dell'ignoto portaordini.

### Nel regno di Sardegna
Nel corso del Settecento, "Savoia Cavalleria" partecipò con l'Armata Sarda, pressoché a tutte le operazioni di guerra nel quale si trovò lo Stato sabaudo, nell'ambito della sua politica di difesa nei confronti delle grandi potenze europee dell'epoca (in primo luogo la Francia) e della sua politica espansionistica nella penisola italiana (1733-1735 e 1742-1748). In particolare, si ricorda un episodio della battaglia di Guastalla del 1733, a cui la tradizione storico-militare fa risalire la nascita del grido di guerra "Savoia!", utilizzato da tutti i reparti del Regio Esercito Italiano fino al 2 giugno 1946: sembra, infatti, che il Comandante del reggimento Savoia Cavalleria, nell'atto di ordinare la carica contro un'unità spagnola, gridò "Savoia!" con l'intento di infondere ulteriore coraggio ai propri cavalieri e ne ricevette, in risposta, analogo grido corale da parte di tutti i soldati del reggimento.
Durante la guerra di successione austriaca (1742-1748), un contingente del Savoia Cavalleria si distingue durante la battaglia del Tidone, affluente del Po, presso Rottofreno (Piacenza), dove il 10 agosto 1746 un distaccamento di cavalleria, composto da cento uomini di ciascuno dei reggimenti dragoni di sua maestà, dragoni di Piemonte e Savoia Cavalleria, in sette cariche successive, sbaragliava l'avversario franco-spagnolo, catturandone armi e bandiere e meritando l'apprezzamento di alleati e nemici, ma, soprattutto, impedendo agli avversari di interrompere la via dei rifornimenti dal torinese e di accerchiare il grosso del corpo di spedizione austriaco acquartierato a Piacenza.
Dopo la vittoriosa campagna napoleonica del 1796, il reggimento veniva sciolto dal giuramento (1798) e passava al servizio della Francia, quale sesto reggimento di cavalleria.
Intanto, soppressa la suddivisione in compagnie, il 26 ottobre 1796 il reggimento viene articolato su quattro squadroni. Il 9 dicembre 1798 assume la denominazione di 6º Reggimento di Cavalleria e nel gennaio 1799 venne sciolto.
Con decreto del 1º dicembre 1814 si ricostituisce il 1º gennaio successivo, nell'ambito delle rinnovate forze armate del Regno di Sardegna, con la denominazione di Reggimento Savoia Cavalleria. Nel 1819 lasciò la specialità della cavalleria pesante per passare alla leggera, con il nome di Cavalleggeri di Savoia.
Il 3 gennaio 1832, cessa di appartenere alla specialità cavalleggeri e assume il nome di "Savoia Cavalleria".

#### Nel Risorgimento

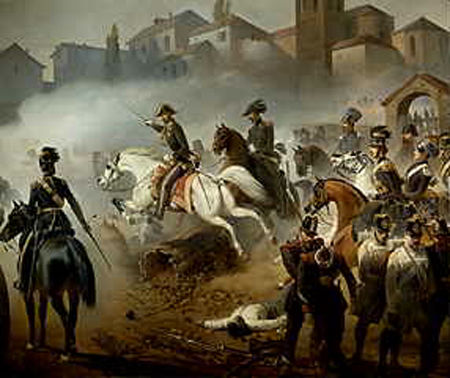
Cavalleggeri nella battaglia di Pastrengo

Il reggimento prese parte a tutte le guerre d'indipendenza del Risorgimento.
Durante la prima guerra di indipendenza (1848-1849) prese parte alla battaglia di Pastrengo (30 aprile 1848), proteggendo il fianco destro dello schieramento sardo, e alla successiva battaglia di Goito (30 maggio 1848), dove contribuì, in particolare con l'Aosta Cavalleria, a respingere il tentativo austriaco di aggiramento delle forze sarde.
Partecipò, dopo la ripresa delle ostilità, alla sfortunata battaglia di Novara (23 marzo 1849) che, di fatto, chiuse la guerra.
Nel 1859 partecipò alla seconda guerra di indipendenza soprattutto con compiti di riserva e di protezione dei fianchi dell'armata.
Il 19 ottobre 1859 riceve la denominazione di "Corazzieri di Savoia". Cambia ancora denominazione in: Reggimento "Savoia Cavalleria" il 6 giugno 1860.

### Nel Regno d'Italia
Inquadrato nel Regio esercito italiano, nel 1866 prese parte alla terza guerra di indipendenza e i suoi squadroni caricarono a più riprese durante la sfortunata battaglia di Custoza (24 giugno 1866) per consentire l'ordinato ripiegamento delle truppe italiane sconfitte dagli austro-ungarici.
Nel 1870 fece parte del corpo di spedizione che portò all'annessione del Lazio e di Roma.
Diviene 3º Reggimento di Cavalleria (Savoia) il 10 settembre 1871; Reggimento di Cavalleria "Savoia" (3º) il 5 novembre 1876;

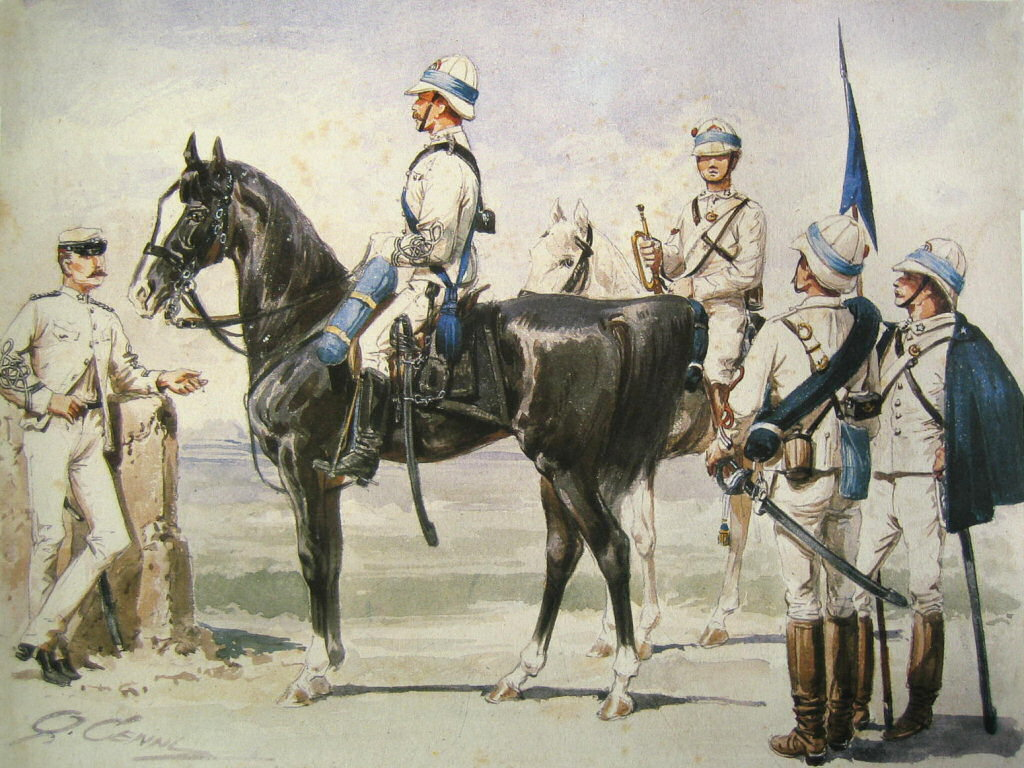
Nel 1885 in Africa orientale

In quel periodo forniva contingenti di personale per gli squadroni di formazione impegnati nella campagna di occupazione dell'Eritrea (1895-1896).

#### Nella prima guerra mondiale
Durante la prima guerra mondiale (1915-1918), il reggimento inizialmente impiegò soltanto le proprie sezioni mitragliatrici (la 1497ª compagnia mitraglieri) appiedata sul fronte dell'Isonzo.
Nell'agosto del 1916 riceveva l'ordine, insieme a tutta la III divisione di cavalleria, di puntare sulla conca di Aidussina nell'ambito delle operazioni della conquista di Gorizia.
Nel periodo ottobre - novembre 1917, dopo le tragiche giornate di Caporetto, protesse il ripiegamento di reparti di fanteria e contribuì notevolmente e ritardare l'avanzata delle truppe tedesche e austro-ungariche.
Un anno dopo, il 30 ottobre 1918, il reggimento, alle fasi finali della battaglia di Vittorio Veneto, si lanciava all'inseguimento delle truppe nemiche in rotta: passava i fiumi Piave, Livenza e Tagliamento, spingendosi verso San Martino di Campagna e Sedrano e catturando interi reparti austro-ungarici impegnati in duri combattimenti di retroguardia.
Il 3 novembre 1918 una pattuglia del Savoia Cavalleria, guidata dal tenente Carlo Baragiola, entrava in Udine, mentre il giorno successivo, il giorno dell'armistizio che chiudeva la grande guerra per l'Italia, un reparto del reggimento giungeva fino a Caporetto.
Il reggimento ebbe due citazioni nel bollettino del comando supremo (i numeri 1264 e 1268) e una medaglia di bronzo al valor militare.
Diviene Reggimento "Savoia Cavalleria" (3º) il 20 aprile 1920.
Dal 1920 "Savoia Cavalleria" è stato reso depositario delle tradizioni del disciolto Reggimento "Lancieri di Vercelli".
Nel 1933 adotta la caratteristica cravatta rossa in luogo della bordatura rossa del bavero nero della giubba.

#### Nella seconda guerra mondiale
Lo scoppio della seconda guerra mondiale vedeva in linea generale le forze armate italiane notevolmente in ritardo sul piano tecnologico rispetto agli eserciti alleati.
In particolare l'arma di cavalleria, afflitta da mille remore conservatrici che nel ventennio tra le due guerre ne impedirono la meccanizzazione, entrava in guerra con le proprie unità ancora "a cavallo", cioè con armamento, addestramento, ordinamento e capacità complessive del tutto inadeguate rispetto alle esigenze della guerra meccanizzata.
Con l'esclusione di alcuni reparti corazzati che vennero costituiti nei primi anni di guerra e impiegati autonomamente distaccati dai reggimenti cui solo nominalmente appartenevano, il grosso della cavalleria preferì conservare le proprie caratteristiche tradizionali benché ormai fosse chiaro a tutti che erano del tutto obsolete. La riconversione di un paio di reggimenti di cavalleria in unità corazzate avvenne infatti con incolmabile ritardo e non poterono risultare impiegabili se non agli inizi del 1943. Purtroppo Savoia fu fra i reggimenti di cavalleria che conservarono la fisionomia a cavallo per l’intero secondo conflitto mondiale e si presentó all’appuntamento in splendida forma ma del tutto inadeguato ai tempi.
Il 10 giugno 1940 il reggimento, inquadrato nella 3ª Divisione Celere "Principe Amedeo Duca d'Aosta", ha il seguente organico: comando, squadrone comando, I e II gruppo squadroni, 5º squadrone mitraglieri.
Durante la guerra il deposito reggimentale (a Somma Lombardo) costituisce e mobilita il I, II, XX, XXIV Gruppo Appiedato "Savoia" e il VI Battaglione Movimento Stradale.
Il Savoia Cavalleria, a partire dalla primavera del 1941, viene impiegato per l'occupazione della Croazia e, nell'estate del medesimo anno, quasi l'intero reggimento veniva destinato al fronte russo, nell'ambito della 3ª Divisione celere "Principe Amedeo Duca d'Aosta" e del Corpo di spedizione italiano in Russia (CSIR) del generale Giovanni Messe, poi elevato ad Armata (ARMIR) comandata dal generale Italo Gariboldi. La restante parte del reggimento viene destinato a compiti presidiari nella città di Milano.
In Russia il Savoia giungeva dopo un tratto di ferrovia e autocarrato fino a Botoșani, in Romania, e un'epica marcia di centinaia di chilometri attraverso la Moldavia e l'Ucraina. Dopo un inverno di continue operazioni, nella primavera del 1942 veniva costituito il Raggruppamento truppe a cavallo, comandato dal generale di brigata Guglielmo Barbò Conte di Casalmorano, comprendente i reggimenti Savoia, Lancieri di Novara e Artiglieria a Cavallo (Voloire). Quasi all'alba dell'era nucleare, in un teatro di guerra caratterizzato da distanze di centinaia e centinaia di chilometri e dall'impiego massiccio delle unità motorizzate e corazzate, l'Esercito Italiano costituiva una grande unità militare interamente montata a cavallo. Essa veniva impiegata nel pattugliamento e nel controllo del territorio per ripulire il fronte, con compiti di esplorazione e, soprattutto nel controllo delle retrovie per tamponare le falle che si aprivano continuamente nel troppo ampio spiegamento italo-tedesco.

Carica di un squadrone del reggimento

Dato il limitato raggio d'azione che caratterizzava i reparti a cavallo rispetto a quelli motorizzati e corazzati, le unità della nostra cavalleria soffrirono meno le conseguenze del terreno melmoso che si era venuto a creare nelle ampie distese della steppa in seguito al disgelo primaverile. Sul fronte russo il Savoia Cavalleria si distinse nella famosa carica di Izbušenskij, avvenuta il 24 agosto 1942.
Il reggimento fu pesantemente decimato nel corso della ritirata dei reparti italiani dall'Unione Sovietica, e solo un piccolo nucleo riuscì a rientrare in Italia. Tra i quadrupedi in forza a Savoia Cavalleria durante la campagna di Russia v'era anche Albino, il cavallo divenuto famoso nel dopoguerra e che ancora oggi viene conservato imbalsamato nella sala cimeli del reggimento.
A seguito dell'Armistizio dell'8 settembre 1943 uno dei gruppi squadroni appiedati mobilitati dal deposito reggimentale rimasto nella sua base in Italia, partecipò alla difesa di Civitavecchia contro i tedeschi nel corso dell'operazione Achse.
Presso il deposito reggimentale di Somma Lombardo si trovava una unità composta da personale militare per la gran parte ancora in formazione per la ricostituzione del Reggimento. Essendo conseguente all'armistizio solo l'ordine di difesa, il Comandante, colonnello Pietro de Vito Piscicelli di Collesano, valutò che le forze tedesche addestrate avrebbero facilmente prevalso sulla sua unità embrionale. Per evitare la perdita di uomini e la cattura delle armi e del materiale, trovandosi nei pressi del confine svizzero, il colonnello ottenne una decisione di accoglimento del Consiglio federale elvetico, come previsto dalle norme di guerra internazionali. Disposta l'unità in formazione chiusa, la condusse alle 19:30 del 12 settembre 1943 al varco di confine della Cantinetta, sopra Ligornetto (Canton Ticino). L'unità comprendeva 15 ufficiali, 642 fra sottufficiali e reclute, con 316 cavalli e 9 muli, armi, munizioni e viveri. Il reparto mantenne l'inquadramento e, dopo aver consegnato le armi (fu consentito agli Ufficiali di mantenere la propria), fu indirizzato dalle autorità svizzere nel Canton Berna, in appositi acquartieramenti, ove proseguì le attività di addestramento. Ufficiali e truppa rimasero in territorio svizzero sino al termine della guerra. 
Fra gli ufficiali che combatterono i nazi-fascisti ci fu il capitano Gian Evangelista Gobio, che per la sua attività resistenziale fu incarcerato e infine trucidato il 23 gennaio 1945, venendo perciò riconosciuto “partigiano combattente” dal feldmaresciallo Harold Alexander.
Il "Savoia Cavalleria" fu quindi sciolto al termine della seconda guerra mondiale. Il comandante Alessandro Bettoni, rimasto fedele al proprio giuramento al re si rifiutò di consegnare il glorioso stendardo del reggimento, rifiutando la caduta della Monarchia, che inviò al re Umberto II di Savoia in esilio in Portogallo con tutte le sue decorazioni, inclusa la medaglia d'oro al valor militare.

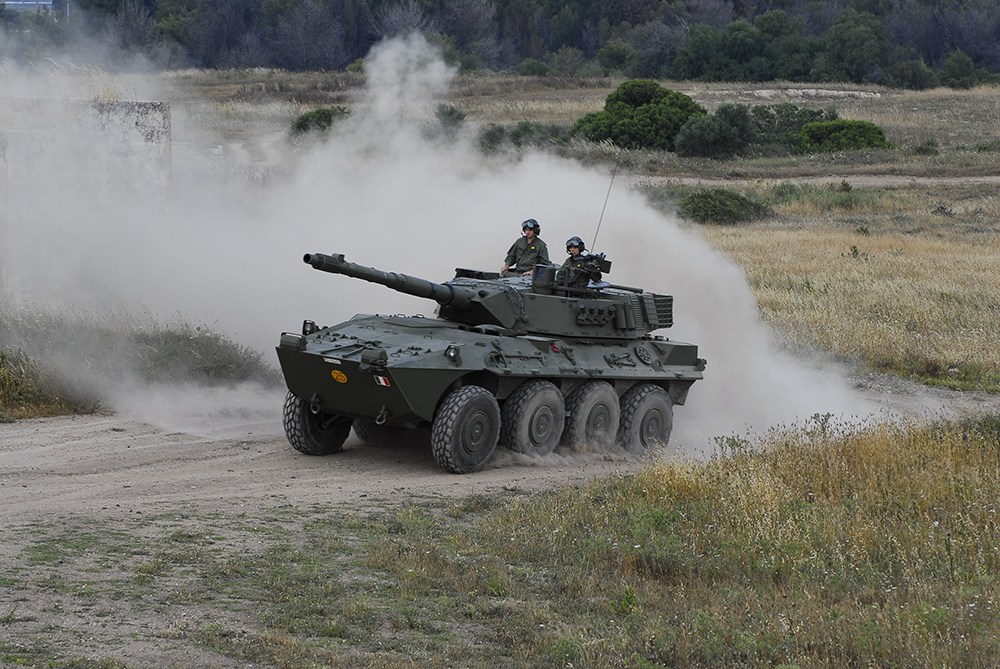
Una blindo Centauro I del reggimento in addestramento

### Nella Repubblica Italiana

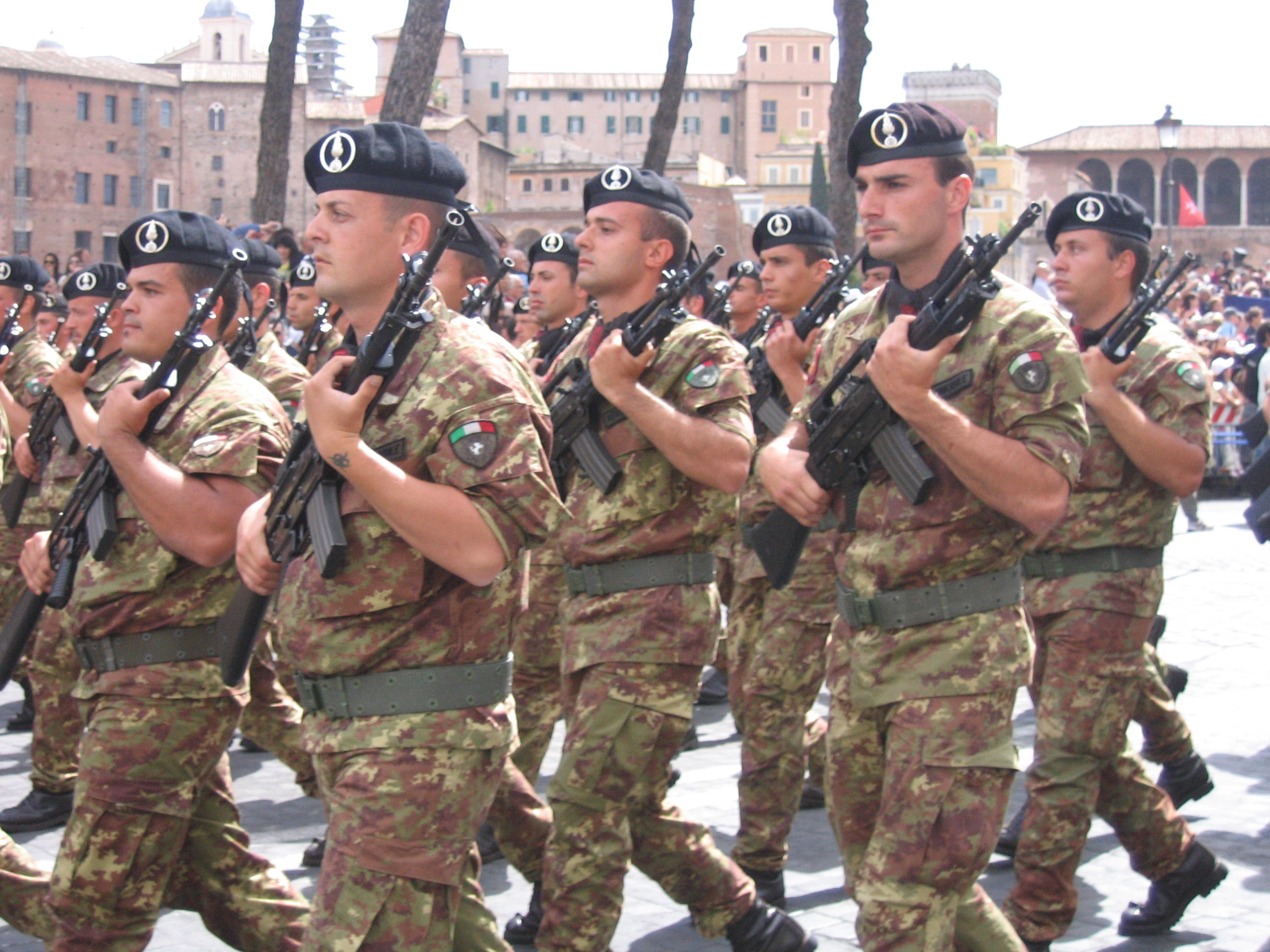
Cavalieri del reggimento in sfilata. Insolitamente ripresi con arma da fuoco anziché la tradizionale lancia

Il 15 ottobre 1946, si ricostituisce il Gruppo esplorante “3° Cavalieri” della Divisione Legnano nella sede di Milano che, con uno squadrone blindato, nel quadro dell’Amministrazione Fiduciaria Italiana della Somalia (A.F.I.S.) assegnata dall’ONU, sarà presente a Mogadiscio dal 1949 al 1951.Il 10 settembre 1946 si ricostituisce nell'Esercito italiano quale Gruppo Esplorante 3º Cavalieri, che nel 1948 assume la denominazione di 3º Gruppo Cavalleria Blindata "Gorizia Cavalleria" e dal 15 aprile 1950 3º Reggimento Cavalleria Blindata "Gorizia Cavalleria" .
Il 4 novembre 1958, parimenti alle altre unità dell'Arma, riprende la denominazione tradizionale di Reggimento "Savoia Cavalleria (3º), e il 4 novembre 1961 viene ripristinato l'uso della cravatta rossa, abolendo il bordo rosso alle fiamme. A seguito della ristrutturazione dell'Esercito, l'11 ottobre 1975, che vede la soppressione del livello reggimentale, l'unità si riordina in 3º Gruppo Squadroni Corazzato "Savoia Cavalleria" formato in Merano con personale del disciolto reggimento e a supporto del 4º Corpo d'Armata Alpino di Bolzano.
Nel quadro del riordinamento della Forza Armata, il gruppo squadroni il 23 maggio 1992 viene ricostituito in Reggimento "Savoia Cavalleria" (3º) e dal 1995 si trasferisce in Grosseto dove sostituisce il preesistente Reggimento "Lancieri di Firenze" (9º) disciolto in pari data, e inquadrato nella Brigata aeromobile "Friuli" all'interno del 1º Comando delle Forze di Difesa. Nel febbraio 2012 aliquote di personale e mezzi del 3º Rgt. "Savoia" sono mobilitate per l'emergenza maltempo nella provincia di Grosseto, in particolare nella località di Pitigliano, Sorano e Castell'Azzara.

#### Nella Brigata Folgore
Con la riorganizzazione delle "forze di proiezione", nel 2013 viene inquadrato nella Brigata paracadutisti "Folgore", della quale è l'unità esplorante, con capacità aviotrasportata. 
Da quel momento, a testimonianza della trasformazione anche organica dell'unità (che conserva ormai una capacità blindo-corazzata residuale), per il personale del reggimento viene disposto l'uso del basco amaranto tipico delle aviotruppe in sostituzione di quello nero, storicamente assegnato alle unità blindo-corazzate. A seguito di tale provvedimento il reggimento conserva tuttavia una residuale capacità blindo-corazzata (un solo squadrone blindo a fronte di tre squadroni esploranti paracadutisti).

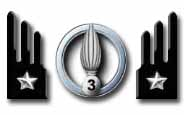
Mostreggiatura e fregio del Reggimento Savoia Cavalleria

## Organizzazione
- Comando di Reggimento
  - Squadrone Comando e Supporti logistici "Litta Modignani"
  - Gruppo Squadroni composto da:
    - 1º Squadrone Esplorante "Abba"
    - 2º Squadrone Esplorante "Marchio"
    - 3º Squadrone Esplorante "De Leone"
    - Squadrone Blindo Pesanti "Manusardi"

## Denominazioni
- XVII Secolo - 23.07.1692: Brigata di Gens d'Armes del Piemonte
- 23.07.1692 - 00.00.1692: Reggimento Cavalleria "Mombrison"
- 00.00.1692 - 00.00.1692: Reggimento Cavalleria "None"
- 00.00.1692 - 00.00.1699: Reggimento "Savoia Cavalleria"
- 00.00.1701 - 09.12.1798: Reggimento "Savoia Cavalleria"
- 09.12.1798 - 00.01.1799: 6º Reggimento di Cavalleria
- 01.01.1815 - 03.01.1832: Reggimento "Cavalleggeri di Savoia"
- 03.01.1832 - 19.10.1859: Reggimento "Savoia Cavalleria"
- 19.10.1859 - 06.06.1860: Reggimento "Corazzieri di Savoia"
- 06.06.1860 - 10.09.1871: Reggimento "Savoia Cavalleria"
- 10.09.1871 - 05.11.1876: 3º Reggimento di Cavalleria (Savoia)
- 05.11.1876 - 20.04.1920: Reggimento di Cavalleria "Savoia" (3º)
- 20.04.1920 - 00.06.1946: Reggimento "Savoia Cavalleria" (3º)
- 10.09.1946 - 00.00.1948: Gruppo Esplorante 3º Cavalieri
- 00.00.1948 - 15.04.1950: 3º Gruppo Cavalleria Blindata "Gorizia Cavalleria"
- 15.04.1950 - 04.11.1958: 3º Reggimento Cavalleria Blindata "Gorizia Cavalleria"
- 04.11.1958 - 11.10.1975: Reggimento "Savoia Cavalleria (3º)
- 11.10.1975 - 23.05.1992: 3º Gruppo Squadroni Corazzato "Savoia Cavalleria"
- 23.05.1992 - tutt'oggi: Reggimento "Savoia Cavalleria" (3º)

## I Comandanti
1. Col. Gian Michele De Rossi, Conte di Piossaco Asinari di None, Consignore di Virle di Beinasco la Volvera e Parpaille.
2. Col. Melchiorre Lucigne Di Montbrison, Conte
3. Col. Turinetti Di Pertengo Conte Antonio Maurizio
4. Col. Birago - Vische Di Borgaro Conte Renato Augusto
5. Col. Birago Di Roccavione Marchese Tommaso
6. Col. Damiano Di Castellinardo Cav. Vittorio
7. Col. Duchenne Di Lignana Cav. Giuseppe
8. Col. Sclarandi Cav. Angelo
9. Col. Asinari Di Cortos Conte Comm. Antonio Corrado
10. Col. Cocconito Di Montiglio Cav. Ruffinotto
11. Col. De Meuthon Di Larnay Barone Carlo
12. Col. Roero Di Mombarone Cav. Emanuele
13. Col. Perrone Di San Martino Cav. Giuseppe
14. Col. Saluzzo Di Verzuolo E Della Manta Comm. Filippo
15. Col. Castellamonte Di Lessolo Cav. Giuseppe Maria Amedeo
16. Col. Roero Di Monticello Conte Francesco Gennaro
17. Col. Giuseppe Maria Roberti di Castelvero
18. Col. Crotti Di Castiglione Cav. Angelo Michele
19. Col. Claudio Gabriele de Launay
20. Col. Olivieri Di Venier Cav. Deodato
21. Col. Malliano Di Santa Maria Marchese Francesco Maurizio
22. Col. Colombo D'Arcine Nob. Giovanni
23. Col. Callisto Bertone di Sambuy
24. Col. Brunetta D'Usseaux Cav. Alberto Augusto
25. Col. Bigliani Di Cantore Cav. Epimaco Filippo
26. Col. Poninski Conte Ladislao
27. Col. Pallavicino Marchese Giovan Battista
28. Col. Incisa Della Rocchetta Marchese Giovanni
29. Col. Cocito Conte Cesare
30. Col. Ristori Di Casaleggio Cav. Giovanni
31. Col. Forest Cav. Federico
32. Col. Faneschi Cav. Salvatore
33. Col. Fossati Rayneri Conte Emanuele
34. Col. Perelli Cav. Cesare
35. Col. Pesenti Cav. Emilio
36. Col. Brancaccio Di Carpino Cav. Alessandro
37. Col. Quercia Cav. Nicola
38. Col. Forte Cav. Giuseppe
39. Col. Parrocchetti Nob. Cav. Costanzo
40. Col. Schiffi Cav. Mario
41. Col. Cappa Brava Cav. Giuseppe
42. Col. Filippini Cav. Pietro
43. Col. Tani Cav. Gioberto
44. Col. Marchino Cav. Amedeo
45. Col. Ambrosio Comm. Vittorio
46. Col. Aymonino Comm. Aldo
47. Col. Vietina Cav. Rodolfo
48. Col. Staglieno Cav. Gregorio
49. Col. Adalberto di Savoia-Genova, Duca di Bergamo
50. Col. Vaccari Comm. Goffredo
51. Col. Dabbeni Comm. Ottorino
52. Col. Raffaele Cadorna
53. Col. Poccetti Cav. Uff. Weis
54. Col. Guglielmo Barbò Conte di Casalmorano
55. Col. Alessandro Bettoni Cazzago (Magg. Arrighi Cav. Uff. Giovanni; Magg. Chiappa Cav. Eden; Ten. Col. Borzini Cav. Gilberto)
56. Col. Cottafavi Comm. Giuseppe
57. Col. Borzini Cav. Uff. Gilberto
58. Col. Bonivento Cav. Renzo
59. Col. Mingione Cav. Vincenzo
60. Col. Gandini Cav. Giovanni
61. Col. Orsini Cav. Uff. Ranieri
62. Col. Mirelli Di Teora Cav. Luigi (Ten. Col. Renzi Cav. Domenico In S.V.)
63. Col. Cutellè Cav. Antonio
64. Col. Caputo Cav. Francesco
65. Col. Scolari Cav. Uff. Gualberto
66. Col. Raganella Cav. Uff. Vittorio
67. Col. Giancola Cav. Uff. Mario
68. Col. Azzaro Cav. Uff. Salvatore
69. Col. Porcelli Cav. Uff. Saverio
70. Col. Arrighi Cav. Uff. Eugenio
71. Col. De Bartolomeis Cav. Uff. Giovanni
72. Col. Arcidiacono Cav. Uff. Giuseppe
73. Col. Genova Cav. Uff. Giuseppe
74. Col. De Ros Cav. Uff. Sergio
75. Ten. Col. Pisano Cav. Mario
76. Ten. Col. Amadio Cav. Sergio
77. Ten. Col. Salati Cav. Renato
78. Ten. Col. Politi Cav. Giuseppe
79. Ten. Col. Tosti Cav. Primo
80. Ten. Col. Rutili Cav. Rutilio
81. Ten. Col. Franco Cav. Duilio
82. Ten. Col. Perrone Cav. Tommaso
83. Ten. Col. Genzardi Ajmone
84. Ten. Col. Maggi Franco
85. Ten. Col. Baldi Franco
86. Col. Negroni Bentivoglio Cav. Pier Lamberto
87. Col. Pittarelli Cav. Francesco Maria
88. Ten. Col. Tricarico Giuseppe Maria Giovanni
89. Col. Serafini Cav. Vittorio
90. Col. Gerometta Paolo
91. Col. Guida Fernando
92. Col. Gionti Giuseppe Maria
93. Col. Lombardi Francesco
94. Col. Fortino Cav. Carlo (Ten. Col. Bonaccini Corrado)
95. Col. Fazari Claudio
96. Col. Maugeri Vincenzo
97. Col. Cuoci Cav. Salvatore
98. Col. Carrino Cav. Andrea
99. Col. Terzano Cav. Nicola
100. Col. Cafforio Giovanni
101. Col. Barduani Cav. Enrico
102. Col. Tassi Aurelio
103. Col. Margheriti Cristian
104. Col. Lustrino Ermanno
105. Col. Leotta Domenico
106. Col. Forlani Roberto

## Sedi del Reggimento
Queste le sedi del Reggimento dal 1692:
1. 1692 - 1694 Valdengo
2. 1695 - 1696 Fossano
3. 1697 - 1699 Savoia
4. 1699 Vercelli
5. 1701 - 1702 Torino
6. 1702 - 1703 Biella
7. 1704 Chieri
8. 1707 Pinerolo
9. 1708 - 1709 Savigliano
10. 1710 - 1711 Fossano
11. 1712 Mortara
12. 1713 - 1715 Pinerolo
13. 1716 Mortara
14. 1717 - 1718 Chivasso
15. 1718 - 1719 Asti
16. 1719 - 1720 Pinerolo
17. 1721 - 1722 Savoia
18. 1722 - 1724 Fossano
19. 1724 - 1727 Chivasso
20. 1727 - 1732 Asti
21. 1733 - 1734 Casale Monferrato
22. 1734 - 1736 Savigliano
23. 1736 - 1737 Casale Monferrato
24. 1737 - 1738 Pinerolo
25. 1739 Alessandria
26. 1740 - 1741 Chivasso
27. 1743 - 1744 Alessandria
28. 1745 Piacenza
29. 1746 - 1749 Pinerolo
30. 1749 - 1750 Savoia
31. 1750 - 1755 Savigliano
32. 1755 Casale Monferrato
33. 1755 - 1756 Fossano
34. 1757 - 1758 Pinerolo
35. 1758 - 1759 Savoia
36. 1759 - 1760 Savigliano
37. 1760 - 1761 Casale Monferrato
38. 1761 - 1762 Vigevano
39. 1762 - 1763 Vercelli
40. 1763 - 1764 Pinerolo
41. 1764 - 1765 Savoia
42. 1765 - 1766 Savigliano
43. 1766 - 1767 Alessandria
44. 1767 - 1768 Vigevano
45. 1768 - 1769 Casale Monferrato
46. 1769 - 1770 Pinerolo
47. 1770 - 1772 Savoia
48. 1772 - 1775 Novara
49. 1775 - 1776 Savigliano
50. 1776 - 1777 Torino
51. 1777 - 1778 Savoia
52. 1778 - 1779 Casale Monferrato
53. 1779 - 1781 Savigliano
54. 1781 - 1783 Vercelli
55. 1783 - 1785 Vigevano
56. 1785 - 1787 Pinerolo
57. 1787 - 1789 Torino
58. 1789 - 1791 Pinerolo
59. 1791 - 1794 Vigevano
60. 1794 - 1798 Pinerolo
61. 1798 Saluzzo
62. 1798 Salsomaggiore
63. 1799 Torino
64. 1814 - 1815 Venaria Reale
65. 1815 - 1818 Vigevano
66. 1818 - 1821 Savigliano
67. 1821 - 1823 Torino
68. 1823 - 1825 Venaria Reale
69. 1825 - 1827 Savigliano
70. 1827 - 1830 Pinerolo
71. 1830 - 1833 Casale Monferrato
72. 1833 - 1836 Vigevano
73. 1836 - 1838 Savigliano
74. 1838 - 1839 Venaria Reale
75. 1839 - 1841 Torino
76. 1841 - 1843 Casale Monferrato
77. 1843 - 1845 Vigevano
78. 1845 - 1846 Pinerolo
79. 1846 - 1849 Vercelli
80. 1849 - 1850 Torino
81. 1850 - 1852 Pinerolo
82. 1852 - 1855 Savigliano
83. 1855 - 1856 Saluzzo
84. 1856 - 1858 Vercelli
85. 1858 - 1859 Torino
86. 1859 - 1860 Savigliano
87. 1860 - 1862 Milano
88. 1862 - 1863 Voghera
89. 1863 - 1864 Torino
90. 1864 - 1866 Milano
91. 1866 - 1868 Foligno
92. 1868 - 1869 Firenze
93. 1869 - 1870 Nola
94. 1870 - 1874 Caserta
95. 1874 - 1876 Torino
96. 1876 - 1879 Udine
97. 1879 - 1882 Lodi
98. 1882 - 1886 Milano
99. 1886 - 1888 Udine
100. 1888 - 1893 Verona
101. 1893 - 1898 Padova
102. 1898 - 1902 Santa Maria Capua Vetere
103. 1902 - 1907 Firenze
104. 1907 - 1911 Savigliano
105. 1911 - 1957 Milano
106. 1957 - 1995 Merano
107. dal 1995 Grosseto

## Insegne e simboli

### Lo stemma
Scudo: Partito. Nel 1º di porpora al puledro allegro d'argento, inalberato e rivoltato; nel 2º d'azzurro all'albero troncato, legato e rifiorente, terrazzato di verde. Sulla partizione uno scudetto d'oro all'aquila di nero dal volo abbassato, rostrata di rosso. Il tutto abbassato da un capo d'oro al quartier franco d'azzurro caricato dall'arma di Ucraina d'oro.

### Motto del Reggimento
- Savoye Bonnes Nouvelles

### Fregio e mostreggiatura
- Il personale effettivo al Reggimento porta sul proprio copricapo il fregio comune ai primi quattro reggimenti della cavalleria di linea (Dragoni e Cavalieri); tale fregio è composto da una fiamma dritta detta "dragona" riportante al centro della sottostante granata il numero distintivo del reggimento. Il fregio per il basco è in metallo argentato opaco poggiante su di un cerchio lucido; quello per il berretto rigido è ricamato in filo d'oro ed è privo del cerchio.
- La mostreggiatura del reggimento come per tutte le unità di Cavalleria di Linea sono le fiamme a tre punte e richiamano i colori tradizionali del bavero; per il Reggimento Savoia Cavalleria sono nere. Alla base della fiamma si trova la stella argentata a 5 punte, dal 1871 simbolo distintivo comune a tutto il personale delle Forze Armate Italiane.
- Il reggimento è fra quelli dell’Esercito il cui personale indossa la tradizionale cravatta di colore rosso carminio (in tessuto di lana).
- Dal momento dell'assegnazione del reggimento alle aviotruppe, il personale calza il basco di colore amaranto.

## Festa del reggimento
- La festa del reggimento si svolge il 24 agosto, anniversario della carica di Isbuscenskij del 1942.

## Armi

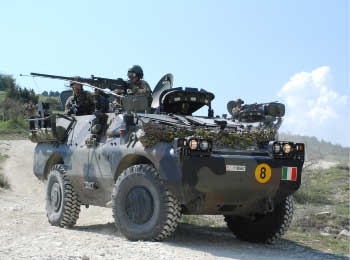
Puma 4X4

- Pistola semiautomatica "BERETTA 92 FS" cal. 9
- Fucile d'assalto "SCP 70/90" cal. 5,56
- Fucile d'assalto "BERETTA ARX 160
- Arma di reparto "MINIMI" cal. 5,56
- Arma di reparto "MG 42/59" cal. 7,62 NATO
- Arma di reparto Browning cal. 12,7
- Fucile di precisione "Bolt Action" Sako TRG-42 cal .338 Lapua Magnum
- Fucile di precisione semiautomatico ARX 200 Cal. 7,62x51 NATO

## Mezzi in dotazione
- Land Rover AR 90
- Puma 4x4
- Autoblindo 8x8 Centauro

## Onorificenze
Nel corso della sua storia al reggimento vennero concesse, oltre alla medaglia d'oro per la carica di Isbuscenskij, altre due ricompense al valor militare, una medaglia di bronzo per la liberazione di Udine al termine della prima guerra mondiale nel novembre 1918 e un'altra medaglia di bronzo per le operazioni svolte durante la campagna di Russia nel periodo agosto 1941-maggio 1942.

### Decorati
Medaglia d'oro al valor militare
Ten. Fulgeri Paulucci de Calboli, da Forlì.
Ferito già due volte e inabile alle fatiche di guerra, volle tuttavia essere sempre comandato ai più avanzati osservatori, ove compié opera utile, non solo come artigliere, ma anche come soldato, tutti incoraggiando e in tutto portando il suo valido aiuto. Durante un turno di riposo, recatosi volontariamente ad un osservatorio di prima linea mentre si svolgeva un attacco nemico, dopo che l'osservatorio fu colpito in pieno, raggiunse la trincea per aiutare a mantenere la linea. Ferito gravemente mentre andava per guidare i rincalzi, ebbe ancora ad esprimere parole di incitamento alla lotta chiamandosi felice di cadere per il proprio paese. - Dosso Fajti, 18 gennaio 1917.
 Medaglia d'oro al valor militare
Magg. Alberto Litta Modignani
Cavaliere che aveva elevato a norma di vita ogni più puro ideale, esaudito nel suo ardente desiderio di ottenere un comando di truppa, trasfondeva nel gruppo squadroni ai suoi ordini la incrollabile fede che lo animava. In giornata di cruenta, violentissima battaglia, nella quale l'intero reggimento era duramente impegnato, alla testa dei suoi cavalieri, attaccava con indomito slancio il nemico in forze soverchianti. Caduti tutti i componenti il suo seguito, avuto ucciso il proprio cavallo e gravemente ferito egli stesso, con singolare valore si faceva rimettere in sella ad altro cavallo e proseguiva nell'epica carica. Stremato di forze, si abbatteva poi al suolo, ma trovava ancora l'energia per dare ai propri cavalieri, sciabola alla mano, l'ultimo obiettivo d'attacco e dirigeva il fuoco di un gruppo di appiedati. Una raffica nemica lo colpiva al cuore nel momento in cui le ultime resistenze avversarie cadevano sotto l'impeto degli squadroni da lui superbamente preparati e guidati. Pura ed espressiva figura di soldato italiano che indissolubilmente lega all'antico Stendardo del reggimento il proprio nobilissimo nome. - Q. 213,5 di Isbuschenski (Fronte russo), 24 agosto 1942.
 Medaglia d'oro al valor militare
Cap. Silvano Abbà
Comandante di squadrone, di eccezionale valore, in giornate di cruenta battaglia, mentre altri reparti agivano a cavallo, sui fianchi del poderoso schieramento nemico, col proprio squadrone appiedato si impegnava frontalmente, attaccando munite posizioni avversarie. Conquistata d'un balzo, in un furioso corpo a corpo una prima linea, difesa da numerose mitragliatrici, si lanciava nuovamente alla testa dei suoi cavalieri, contro lo schieramento successivo. Ferito una prima volta e stramazzato al suolo, si rialzava con indomita energia, decidendo così dell'esito vittorioso in una epica giornata. Nell'ultimo superbo scatto, colpito per la seconda volta, a morte, cadeva da prode sul campo. Fulgido esempio di eroismo e di ogni virtù militare. - Q. 213 di Isbuschenski (Fronte russo), 24 agosto 1942

## Riconoscimenti
- 2002 - Grifone d'oro[11]